# Pantylus
Il pantilo (gen. Pantylus) è un piccolo anfibio estinto, vissuto nel Carbonifero superiore (circa 300 milioni di anni fa) in Nordamerica.
Questo piccolo anfibio, non più lungo di una ventina di centimetri, aveva una caratteristica insolita: il suo cranio era enorme e decisamente sproporzionato rispetto al resto del corpo. Molto massiccio, era dotato di mascelle robuste, che probabilmente permettevano all'animale di cibarsi di piccoli invertebrati. La coda era corta, così come le zampe. Questo animale appartiene al gruppo estinto dei microsauri, un grande gruppo di piccoli anfibi che adottarono molteplici specializzazioni.

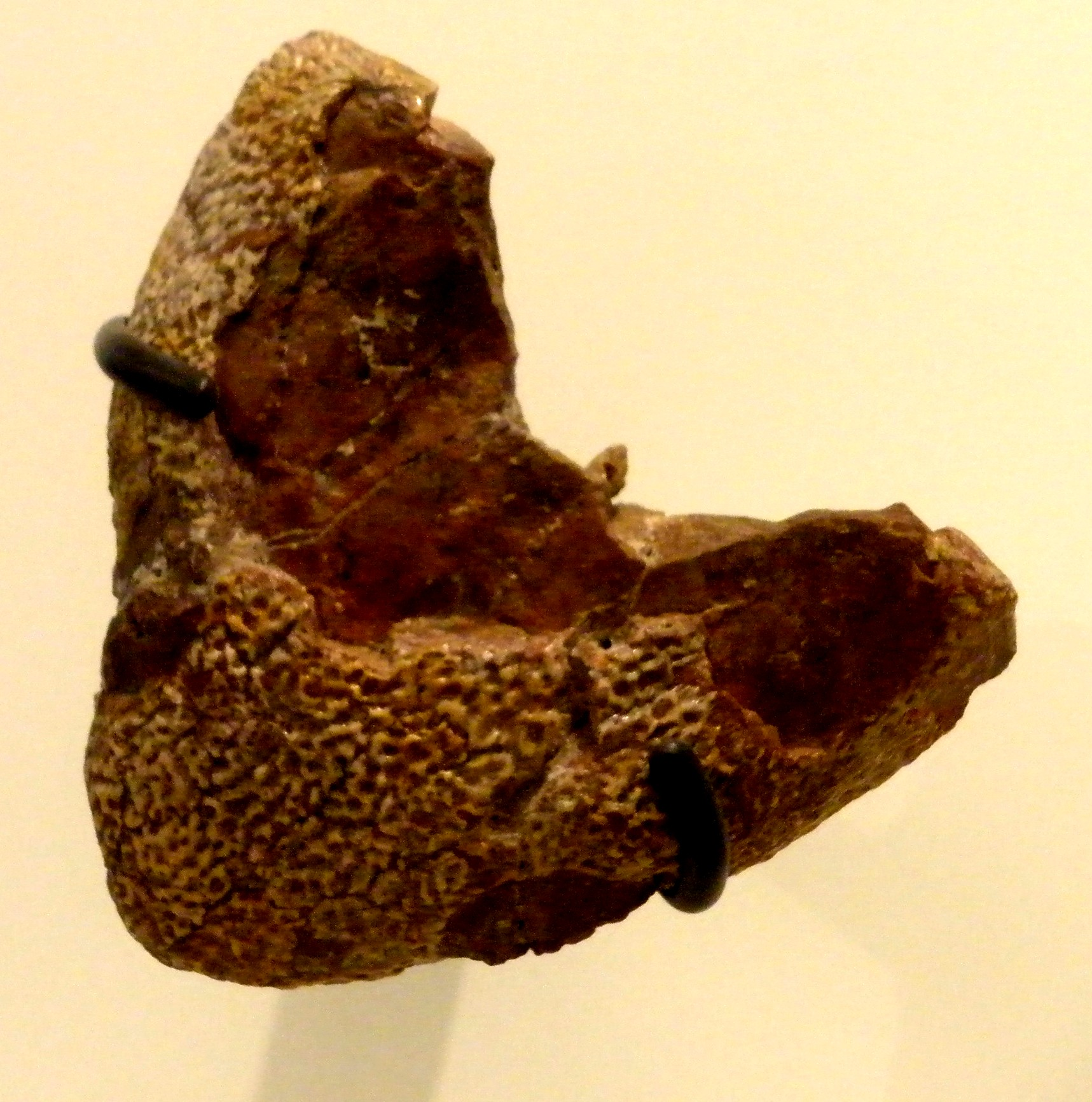
Cranio di Pantylus cordatus